# Granat HG 85
HG 85 – szwajcarski współczesny granat obronny.
Skorupa granatu wykonana jest z metalu, a wewnątrz niej znajduje się 155 gramów materiału wybuchowego – mieszaniny heksogenu i trotylu.
Granaty HG 85 wykorzystywane są przez armię szwajcarską, brytyjską (pod oznaczeniem L109) oraz holenderską (Nr330).